# Manuel de Melo, alcaide-mor de Olivença
Manuel de Melo (c. 1440 - 26 de Setembro de 1493), senhor de Vagos, capitão de Tânger, de aproximadamente 1484, a1486, e reposteiro-mor do rei D. João II.
Filho de Martim Afonso de Melo, alcaide-mor de Olivença, e de Margarida de Vilhena.
Casou com D. Beatriz da Silva, e teve como filhos, Rui de Melo, alcaide-mor de Elvas, João de Melo, Francisco de Melo, Branca de Vilhena, Catarina da Silva, e Maria Manuel.

## Tânger
Do Conde de Olivença (Rui de Melo) foi irmão, e sucessor na capitania de Tânger, «onde o enviamos e esteve por capitão certos anos (sic)», como declara a carta de 27 de Dezembro de 1484 de cinquenta mil reais brancos de tença, em satisfação do seu serviço. O que significaria  que nas ocasiões em que seu irmão Rui estava ausente, voltando a Portugal chamado pelo rei ou para negócios próprios, ficava Manuel para o substituir, já que sabemos que foi apenas esse mesmo ano de 1484 que Rui de Melo deixou oficialmente a capitania de Tânger.

## Olivença
Também sucedeu a seu irmão na alcaidaria mor de Olivença, da qual teve carta em 8 de Janeiro de 1488 . 
Já então era do conselho e reposteiro mor de D. João II, cargo para que fora nomeado por carta de 21 de Junho de 1482, «assi e per a guisa que o até qui foi por nossa carta, que lhe delo tinhamos dada e assinada em sendo príncipe» (Brasões da sala de Sintra, de Anselme Braamcamp Freire, (2a edição), Coimbra, imprensa da Universidade1921). 

## Morte
Morreu, segundo declara o seu epitáfio, a 26 de Setembro de 1493, tendo casado com D. Beatriz da Silva, filha de João da Silva, 4.° senhor de Vagos e camareiro mor do príncipe D. João, e de sua mulher D. Branca Coutinho.
Sobreviveu D. Beatriz a seu marido de quem herdou duas tenças, as quais deu a sua filha D. Margarida de Vilhena, em casamento com João Gomes de Abreu,(filho de Rui de Abreu, alcaide-mor de Elvas, a não se confundir com o seu homónimo poeta do Cancioneiro) e lhe foram confirmadas por carta de 14 de Março de 1503. D. Beatriz da Silva faleceu a 4 de Junho de 1543, conforme o seu epitáfio.
No seu túmulo encontrava-se uma espada de tipo "tizona" e um chapéu-de-armas, possivelmente um tipo precoce de morrião.